# Série formelle
En algèbre, les séries formelles sont une généralisation des polynômes autorisant des sommes infinies, de la même façon qu'en analyse, les séries entières généralisent les fonctions polynomiales, à ceci près que dans le cadre algébrique, les problèmes de convergence sont évités par des définitions ad hoc. Ces objets sont utiles pour décrire de façon concise des suites et pour trouver des formules pour des suites définies par récurrence via ce que l'on appelle les séries génératrices.

## Une construction formelle
Soit R un anneau commutatif (unitaire). L'anneau R[[X]] des séries formelles sur R en une indéterminée X est le groupe abélien (RN, +) des suites à valeurs dans R, muni d'une certaine loi interne de multiplication. Plus précisément, :
- une suite (an)n≥0 d'éléments de R, lorsqu'elle est considérée comme un élément de R[[X]], se note[3]:

 {\displaystyle \sum _{n\geq 0}a_{n}X^{n}};;
- l'addition de deux suites se fait terme à terme :{\displaystyle \sum _{n\in \mathbb {N} }a_{n}X^{n}+\sum _{n\in \mathbb {N} }b_{n}X^{n}=\sum _{n\in \mathbb {N} }(a_{n}+b_{n})X^{n}} ;
- le produit de deux suites, appelé produit de Cauchy, est défini par :{\displaystyle \sum _{i\in \mathbb {N} }a_{i}X^{i}\times \sum _{j\in \mathbb {N} }b_{j}X^{j}=\sum _{n\in \mathbb {N} }\left(\sum _{i+j=n}a_{i}b_{j}\right)X^{n}}

(c'est un produit de convolution discret).
Ces deux opérations font de R[[X]] un anneau commutatif.

## Ordre d'une série formelle
Soit S(X) = ∑n≥0 anXn une série formelle, notée encore S pour abréger. Son ordre ω(S) est un entier qui n'est défini que si S ≠ 0 : c'est le plus petit n tel que an ≠ 0.
Si R est intègre alors l'anneau R[[X]] l'est aussi, et ω(ST) = ω(S) + ω(T) pour S et T non nulles dans cet anneau.

## Propriétés

### Propriétés algébriques
- L'anneau de polynômes R[X] est un sous-anneau de R[[X]][3], les polynômes étant les séries formelles ∑n≥0 anXn dont les coefficients an sont nuls à partir d'un certain rang. Puisque R[X] contient lui-même R comme sous-anneau (en identifiant les éléments de R aux polynômes constants), R[[X]] est donc une R-algèbre associative et R[X] une sous-algèbre.
- La formule de la série géométrique est valable dans R[[X]] :{\displaystyle \left(1-X\right)^{-1}=\sum _{n\geq 0}X^{n}}.Plus généralement, un élément ∑ an Xn de R[[X]] est inversible dans R[[X]] si et seulement si son coefficient constant a0 est inversible dans R. Cela implique que le radical de Jacobson de R[[X]] est l'idéal engendré par X et le radical de Jacobson de R.
- Pour tout entier naturel n, {\displaystyle {\left(1+\sum _{k=1}^{\infty }a_{k}X^{k}\right)}^{n}=1+\sum _{m=1}^{\infty }c_{m}X^{m}}avec, pour tout m inversible dans R, {\displaystyle c_{m}={\frac {1}{m}}\sum _{k=1}^{m}(kn-m+k)a_{k}c_{m-k}}[5].Dans le cas de séries formelles à coefficients complexes, on peut encore définir les puissances complexes fα d'une série formelle f de terme constant égal à 1, par composition avec la série binomiale (1 + x)α, ou avec les séries exponentielle et logarithmique en posant fα := exp(αlog(f)), ou comme la solution formelle de terme constant 1 de l'équation différentielle f(fα)′ = αfαf′, les trois définitions étant équivalentes. On en déduit que (fα)β = fαβ et fαgα = (fg)α.
- Les idéaux maximaux de R[[X]] dérivent tous de R de la manière suivante : un idéal M de R[[X]] est maximal si et seulement si M ∩ R est un idéal maximal de R et M est engendré en tant qu'idéal par X et par M ∩ R.
- Plusieurs propriétés algébriques de R sont transmises à l'anneau R[[X]], comme le fait d'être intègre, ou noethérien, ou local.
- Si K est un corps commutatif alors K[[X]] est un anneau de valuation discrète, dont le corps des fractions, noté K((X)), est constitué des expressions de la forme{\displaystyle f=\sum _{n\geq -M}a_{n}X^{n}}où M est un entier qui dépend de f. Bourbaki[6] appelle ces expressions les « séries formelles généralisées en X à coefficients dans K ». On les appelle souvent[7] séries formelles de Laurent (en X, à coefficients dans K).

### Structure topologique
La topologie sur R[[X]] la plus fine pour laquelle, quels que soient les coefficients an dans R,
{\displaystyle \sum _{n\geq 0}a_{n}X^{n}=\lim _{N\to +\infty }\sum _{n=0}^{N}a_{n}X^{n},}
est la topologie produit sur RN où R est muni de la topologie discrète.
Par construction, cet espace est :
- compact si (et seulement si) R est fini (d'après une version faible du théorème de Tykhonov) ;
- complètement métrisable, pour la distance sur le produit donnée par : si a ≠ b, d(a, b) = 2–k où k est le plus petit entier naturel n tel que an ≠ bn.

On reconnaît la distance de la topologie I-adique, où I = (X) est l'idéal des multiples de X. Elle fait de R[[X]] un anneau topologique (si K est un corps commutatif, K((X)) est muni de même d'une structure de corps topologique).
Par conséquent, la propriété qui a motivé le choix de cette topologie se généralise : une série de terme général fn converge dans R[[X]] si et seulement si pour tout entier naturel N, presque toutes les séries formelles fn (au sens : toutes sauf un nombre fini) sont multiples de XN. De plus, tout réarrangement de la série converge alors vers la même limite.

## Les séries formelles vues comme des fonctions
En analyse, une série entière convergente définit une fonction à valeurs réelles ou complexes. Les séries formelles peuvent également être vues comme des fonctions dont les ensembles de départ et d'arrivée sont à manier avec précaution. Si f = ∑an Xn est un élément de R[[X]], S une algèbre commutative et associative sur R, I un idéal de S tel que la topologie I-adique sur S soit complète, et x un élément de I, alors il est possible de définir :
{\displaystyle f(x)=\sum _{n\geq 0}a_{n}x^{n}.}
Cette série converge dans S grâce à l'hypothèse sur x. De plus :
{\displaystyle (f+g)(x)=f(x)+g(x)}
et
{\displaystyle (fg)(x)=f(x)g(x).}
Toutefois, ces formules ne sont pas des définitions et doivent être démontrées.
Puisque la topologie sur R[[X]] est la topologie (X)-adique et que R[[X]] est complet, il est possible d'appliquer une série formelle à une autre série formelle, à condition que les arguments n'aient pas de coefficient constant : f(0), f(X2 – X) et f((1 – X)−1 – 1) sont bien définis pour toute série formelle f ∈ R[[X]].
Avec ce formalisme, nous pouvons donner une formule explicite pour l'inverse (au sens multiplicatif) d'une série formelle f dont le coefficient constant a = f(0) est inversible dans R :
{\displaystyle f^{-1}=\sum _{n\geq 0}a^{-n-1}(a-f)^{n}.}
Si la série formelle g avec g(0) = 0 est donnée implicitement par l'équation
{\displaystyle f(g)=X}
où f est une série entière connue vérifiant f(0) = 0, alors les coefficients de g peuvent être calculés explicitement en utilisant le théorème d'inversion de Lagrange.

## Dérivation de séries formelles
Si f = ∑ an Xn est un élément de R[[X]], on définit sa dérivée formelle en utilisant l'opérateur D défini par
{\displaystyle Df=\sum _{n\geq 1}a_{n}nX^{n-1}.}
Cette opération est R-linéaire :
{\displaystyle D(af+bg)=aDf+bDg}
pour a, b dans R et f, g dans R[[X]].
Beaucoup de propriétés de la dérivation classique des fonctions sont valables pour la dérivation des séries formelles. Par exemple, la règle de dérivation d'un produit est valable :
{\displaystyle D(fg)=f(Dg)+(Df)g}
ainsi que la règle de dérivation d'une composée :
{\displaystyle D(f(u))=(Df)(u)Du.}
Dans un certain sens, toutes les séries formelles sont des séries de Taylor, car si f = ∑an Xn, en écrivant Dk comme la k-ième dérivée formelle, on trouve que
{\displaystyle (D_{k}f)(0)=k!a_{k}.}
On peut également définir la dérivation pour des séries formelles de Laurent d'une façon naturelle, et dans ce cas, la règle du quotient, en plus des règles énumérées ci-dessus, sera également valable.

## Séries formelles de plusieurs variables
La façon la plus rapide de définir l'anneau R[[X1, … , Xr]] des séries formelles sur R en r variables commence avec l'anneau S = R[X1, … , Xr] des polynômes sur R. Soit I l'idéal de S engendré par X1, … , Xr ; considérons alors la topologie I-adique sur S et complétons-la (en). Le résultat de cette complétion est un anneau topologique complet contenant S et qui est noté R[[X1, … , Xr]].
Pour n = (n1, … , nr) ∈ Nr, on écrit Xn = X1n1 … Xrnr. 
Alors chaque élément de R[[X1, … , Xr]] s'écrit de manière unique comme une somme de la façon suivante :
{\displaystyle \sum _{\mathbf {n} \in \mathbb {N} ^{r}}a_{\mathbf {n} }\mathbf {X^{n}} .}
Ces sommes convergent pour n'importe quel choix des coefficients an ∈ R et l'ordre dans lequel les éléments sont sommés n'a pas d'importance.
La topologie sur R[[X1, … , Xr]] est la topologie J-adique, où J est l'idéal de R[[X1, … , Xr]] engendré par X1, … , Xr (i.e. J est constitué des séries dont le coefficient constant est nul).
Puisque R[[X1, … , Xr]] est un anneau commutatif, on peut définir son anneau des séries formelles, noté R[[X1, … , Xr]]. Cet anneau est naturellement isomorphe à l'anneau R[[X1, … , Xr]] défini prédemment, mais ces anneaux sont topologiquement différents.
Si R est principal alors R[[X1, … , Xr]] est factoriel.
Comme pour les séries formelles à une variable, on peut « appliquer » une série formelle à plusieurs variables à une autre série formelle à condition que son coefficient constant a(0,…,0) soit nul. Il est aussi possible de définir des dérivées partielles de ces séries formelles. Les dérivées partielles commutent comme elles le font pour des fonctions continument différentiables.

## Applications

### Formules trigonométriques
On peut utiliser des séries formelles pour prouver la partie purement algébrique de certaines identités classiques de l'analyse. Par exemple, les séries formelles 
{\displaystyle \sin(X):=\sum _{n\geq 0}{\frac {(-1)^{n}}{(2n+1)!}}X^{2n+1}\quad {\rm {et}}\quad \cos(X):=\sum _{n\geq 0}{\frac {(-1)^{n}}{(2n)!}}X^{2n}}
(à coefficients rationnels) vérifient
{\displaystyle \sin ^{2}+\cos ^{2}=1,\quad D\sin =\cos \quad {\rm {et}}\quad \sin(X+Y)=\sin(X)\cos(Y)+\cos(X)\sin(Y)}
(la dernière expression étant définie dans l'anneau Q[[X,Y]].

### Détermination du terme général d'une suite
De multiples méthodes (cf. article détaillé) permettent de représenter une suite par une série formelle et d'expliciter les termes de la suite (ou au moins, des informations sur son comportement) à partir de calculs sur la série associée.

## Propriété universelle
L'anneau des séries formelles R[[X1, … , Xr]] possède la propriété universelle suivante :
- si S est une R-algèbre commutative,
- si I est un idéal de S tel que S soit complet pour la topologie I-adique et
- si x1, … , xr sont des éléments de I,

alors il existe une unique application Φ : R[[X1, … , Xr]] → S vérifiant
- Φ est un morphisme de R-algèbres,
- Φ est continue et
- Φ(Xi) = xi pour tout i = 1, … , r.

## Séries formelles généralisées
Soit G un groupe abélien totalement ordonné. 
On peut alors construire l'ensemble R((G)) des sommes 
{\displaystyle \sum _{i\in I}a_{i}X^{i}}
portant sur des sous-ensembles bien ordonnés I de G et où les ai sont des éléments de R. Une telle somme est nulle si tous les ai sont nuls. Plus formellement, ce sont les applications de G dans R à support bien ordonné.
Alors R((G)) est un anneau commutatif appelé l'anneau des séries formelles généralisées sur G. La condition que les sommes portent sur des sous-ensembles bien ordonnés I assure que le produit est bien défini. 
Si R est un corps et si G est le groupe des entiers relatifs, on retrouve les séries formelles de Laurent.
Diverses propriétés de R peuvent se transférer à R((G)). 
Si R est un corps, il en est de même de R((G)).
Si R est un corps ordonné, on peut définir sur R((G)) une relation d'ordre en affectant à chaque série le signe de son coefficient dominant : le coefficient associé au plus petit i tel que ai soit non nul.
Si G est un groupe divisible et R un corps réel clos alors il en est de même de R((G))
Enfin, si G est un groupe divisible et R un corps algébriquement clos alors il en est de même de R((G))
Cette théorie a été développée par le mathématicien autrichien Hans Hahn.